# International Lawn Tennis Challenge 1908
Der International Lawn Tennis Challenge 1908 war die 8. Ausgabe des Wettbewerbs für Herrennationalmannschaften im Tennis. Zum ersten Mal wurden die Begegnungen in verschiedenen Ländern ausgetragen. Das vom 27. bis 30. November ausgetragene Finale in Melbourne gewann Titelverteidiger Australasien gegen Herausforderer USA und sicherte sich damit zum zweiten Mal den Titel.

## Die Mannschaften
Lediglich zwei Teams spielten um den Finaleinzug gegen den Titelverteidiger.
| - USA - Britische Inseln |

## Ergebnis
| Datum      | Heimmannschaft | Ergebnis | Gastmannschaft   | Ort                                     | Belag |
| ---------- | -------------- | -------- | ---------------- | --------------------------------------- | ----- |
| 17.–19.09. | USA            | 4:1      | Britische Inseln | Longwood Cricket Club, Boston, MA (USA) | Rasen |

## Finale
| Australasia                                                | Finale | USA                                                   |
| ---------------------------------------------------------- | --- | ----------------------------------------------------- |
| Team Norman Brookes Anthony Wilding Kapitän Norman Brookes | Datum: 27. bis 30. November 1908 Ort: Albert Ground, Melbourne (Australien) Belag: Rasen \| Norman Brookes \| 5:7, 9:7, 6:2, 4:6, 6:3 \| Fred Alexander \| \| Anthony Wilding \| 6:3, 5:7, 3:6, 1:6 \| Beals Wright \| \| Norman Brookes Anthony Wilding \| 6:3, 6:2, 5:7, 2:6, 6:4 \| Fred Alexander Beals Wright \| \| Norman Brookes \| 6:0, 6:3, 5:7, 2:6, 10:12 \| Beals Wright \| \| Anthony Wilding \| 6:3, 6:4, 6:1 \| Fred Alexander \| Resultat: 3:2 | Team Fred Alexander Beals Wright Kapitän Beals Wright |
| Norman Brookes                                             | 5:7, 9:7, 6:2, 4:6, 6:3 | Fred Alexander                                        |
| Anthony Wilding                                            | 6:3, 5:7, 3:6, 1:6 | Beals Wright                                          |
| Norman Brookes Anthony Wilding                             | 6:3, 6:2, 5:7, 2:6, 6:4 | Fred Alexander Beals Wright                           |
| Norman Brookes                                             | 6:0, 6:3, 5:7, 2:6, 10:12 | Beals Wright                                          |
| Anthony Wilding                                            | 6:3, 6:4, 6:1 | Fred Alexander                                        |